# 神戸市立義務教育学校港島学園
神戸市立義務教育学校港島学園（こうべしりつぎむきょういくがっこう みなとじまがくえん）は、兵庫県神戸市中央区中町3丁目にある公立義務教育学校。

## 概要
神戸市立義務教育学校港島学園は、神戸市のポートアイランド内に設置されている公立学校である。1年生から6年生が小学部にあたり、7年生から9年生は中学部にあたる。

## 沿革

### 経緯
当校は1980年に開校した神戸市立港島小学校、神戸市立港島中学校を前身校とする。両校は、2014年度より「港島学園」として小中一貫教育を実施した。2016年の学校教育法改正法施行により義務教育学校が新設され、これを受けて兵庫県下で初めての義務教育学校として開校した。

### 年表
- 2016年（平成28年）
  - 4月1日 - 神戸市立義務教育学校港島学園開校[1]。
  - 4月11日 - 第1回入学式と第1回進級式（中学校入学式相当）挙行。
  - 6月4日 - 第1回運動会開催。
  - 10月18日 - 第1回文化発表会開催。
  - 11月8日 - 開校記念式典挙行。
- 2017年（平成29年）
  - 3月10日 - 第1回卒業式挙行。
  - 3月23日 - 第1回修了式挙行。

## 教育目標
自ら未来を切り拓き、国際社会に貢献できる人材の育成

## 部活動

### 運動部
- サッカー部
- 陸上競技部
- 卓球部
- 男子バスケットボール部
- 女子バドミントン部
- 女子バレーボール部

### 文化部
- 吹奏楽部
- 美術部

## 通学区域
- 神戸市中央区[2]
  - 神戸空港、港島1 - 9丁目、港島中町1 - 8丁目、港島南町1 - 7丁目

## 制服
1年生から6年生は私服、7年生から9年生が制服である。
男子　
- 冬服は標準的な学生服上下である。
- 夏服はカッターシャツ、スラックスである。

女子　
- 冬服はブレザー、ベスト、カッターシャツ、吊りスカートである。
- 夏服はブラウス、吊りスカートである。

## 校区内の主な施設
- 神戸学院大学ポートアイランドキャンパス
- 神戸女子短期大学
- 神戸空港
- 株式会社サンテレビジョン
- バンドー神戸青少年科学館

## 交通アクセス
- ポートライナー みなとじま駅より徒歩10分、中埠頭駅より徒歩5分

## 通学区域が隣接している学校
いずれも、海を挟んで隣接。

### 小学校
- 神戸市立こうべ小学校
- 神戸市立中央小学校

### 中学校
- 神戸市立神戸生田中学校
- 神戸市立布引中学校